# Native command queueing

NCQ le permite al disco duro determinar el orden óptimo para obtener solicitudes pendientes. Esto permitiría, como se ve en la imagen, cumplir con las solicitudes con menos rotaciones y por ende en menos tiempo.

El término native command queueing (NCQ) hace referencia a una tecnología que aumenta el rendimiento en las unidades discos duros del tipo Serial ATA (SATA).
Permite al disco duro optimizar el orden en que son ejecutadas las solicitudes de escritura/lectura. La optimización se hace reduciendo la cantidad de movimientos innecesarios de los cabezales de la unidad de disco duro.